# 19 agosto
Il 19 agosto è il 231º giorno del calendario gregoriano (il 232º negli anni bisestili). Mancano 134 giorni alla fine dell'anno.

## Eventi
- 480 a.C. – Battaglia delle Termopili, l'esercito greco ferma i persiani alle Termopili (Leonida I)
- 14 – Muore Gaio Giulio Cesare Ottaviano Augusto
- 1419 – Posa della prima pietra dello Spedale degli Innocenti a Firenze, ritenuto il primo edificio rinascimentale mai costruito
- 1458 – Enea Silvio Piccolomini viene eletto papa con il nome di Pio II
- 1462 - Nel Regno di Napoli, gli aragonesi sconfiggono gli angioini nella battaglia di Troia
- 1556 – A Roma, in Piazza Navona, viene torturato e giustiziato lo studente padovano Pomponio De Algerio, che si era rifiutato di abiurare le sue convinzioni protestanti.
- 1561
  - Maria Stuarda ritorna in Scozia
  - Il terremoto del Vallo di Diano causa gravi danni e centinaia di morti nell'Italia meridionale
- 1692 – A Salem (Massachusetts) cinque donne e un sacerdote vengono giustiziati dopo essere stati condannati per stregoneria
- 1744 – Papa Benedetto XIV pubblica la lettera enciclica Cum Semper Oblatas, sull'applicazione delle messe domenicali e festive al popolo e sull'applicazione della messa conventuale quotidiana ai benefattori
- 1812 – Guerra del 1812: la USS Constitution sconfigge la fregata britannica HMS Guerrière, al largo della Nuova Scozia; il colpo britannico si dice che sia rimbalzato sullo scafo della Constitution, facendole guadagnare il nomignolo di Old Ironsides ("vecchia fianchi d'acciaio")
- 1848 – Corsa all'oro della California: il New York Herald riporta sulla costa orientale la notizia della corsa all'oro in California (anche se questa era cominciata a gennaio)
- 1854 - Massacro di Grattan
- 1860 – Garibaldi sbarca a Melito di Porto Salvo, in Calabria
- 1919 – L'Afghanistan, dopo la vittoria nella terza guerra contro l'impero britannico, ottiene l'indipendenza dal Regno Unito
- 1934 – La creazione della carica di Führer, che riunisce quella di capo dello Stato e del Governo, viene approvata con l'89,9% dei voti dall'elettorato tedesco
- 1936 – Federico García Lorca viene fucilato a Víznar da militanti filo-franchisti del movimento politico CEDA
- 1942 – Seconda guerra mondiale: le truppe alleate effettuano un raid su Dieppe in Francia
- 1944 – La Resistenza francese inizia la liberazione di Parigi dagli occupanti nazisti
- 1945 – I Viet Minh guidati da Ho Chi Minh prendono il potere ad Hanoi nel Vietnam
- 1949 – Strage di Passo di Rigano - Bellolampo, sette carabinieri restano uccisi da una mina piazzata da Salvatore Giuliano e dai suoi uomini
- 1953 – Guerra fredda: la CIA aiuta a rovesciare il governo di Mohammad Mossadeq in Iran e reinsedia lo Scià Mohammad Reza Pahlavi
- 1954
  - Negli Stati Uniti viene bandito il Partito Comunista degli Stati Uniti d'America
  - Nella sua casa in Val di Sella (frazione di Borgo Valsugana) morì Alcide De Gasperi, politico e statista italiano
- 1960
  - Guerra fredda: a Mosca, il pilota dell'aereo spia Lockheed U-2 abbattuto Francis Gary Powers viene condannato a dieci anni di prigione dall'Unione Sovietica per spionaggio
  - Programma Sputnik: l'Unione Sovietica lancia la Sputnik 5 con a bordo i cani Belka e Strelka (in russo significano "Scoiattolo" e "Piccola freccia"), 40 topi, due ratti e diverse piante. La navetta rientrerà sulla Terra il giorno successivo e tutti gli animali verranno recuperati sani e salvi
- 1964 – Viene lanciato dalla base di Cape Canaveral il Syncom III, primo satellite geostazionario per telecomunicazioni.
- 1974 – Si apre a Bucarest in Romania, per iniziativa dell'ONU, la Conferenza mondiale sulla popolazione con l'adesione di oltre 140 Paesi; al centro le tematiche legate a un migliore approccio globale ai problemi dell'umanità
- 1981 – Il leader libico Mu'ammar Gheddafi invia due caccia Sukhoi Su-22 a ingaggiare un paio di caccia statunitensi sul Golfo della Sirte, ma i jet americani distruggeranno gli apparecchi libici
- 1991 – Su ordine di alti gradi del partito, timorosi delle incombenti novità, Michail Gorbačëv viene trattenuto contro la sua volontà in Crimea, non potendo quindi recarsi alla sigla del nuovo accordo federativo: è l'inizio del tentativo di colpo di Stato
- 1999 – A Belgrado decine di migliaia di serbi chiedono le dimissioni da presidente della Repubblica di Slobodan Milošević
- 2000 – A Mosca viene inaugurata la nuova Cattedrale di Cristo Salvatore, edificata con lo stesso stile e sullo stesso luogo della precedente che fu abbattuta il 5 dicembre 1931
- 2002 – Un elicottero russo Mi-26 da trasporto truppe viene colpito da un missile ceceno fuori Groznyj: l'elicottero è sovraccarico e muoiono 118 soldati
- 2014 – Due Tornado in missione di addestramento decollati dalla base stanziale del 6º Stormo di Ghedi, in provincia di Brescia, precipitano nei pressi di Ascoli Piceno a seguito di una collisione in volo.[1]

## Nati
Ci sono circa 1 120 voci su persone nate il 19 agosto; vedi la pagina Nati il 19 agosto per un elenco descrittivo o la categoria Nati il 19 agosto per un indice alfabetico.

## Morti
Ci sono circa 510 voci su persone morte il 19 agosto; vedi la pagina Morti il 19 agosto per un elenco descrittivo o la categoria Morti il 19 agosto per un indice alfabetico.

## Feste e ricorrenze

### Civili
- Giornata mondiale dell'aiuto umanitario
- Giornata mondiale della fotografia
- Giornata internazionale dell'orango

### Nazionali
- Afghanistan: Giorno dell'indipendenza
- USA - Giornata dell'aviazione

### Religiose
Cristianesimo:
- Sant'Andrea il Tribuno e compagni soldati martiri
- San Bartolomeo di Simeri, eremita, fondatore e abate
- San Bernardo di Candeleda, venerato a Candeleda
- San Bertolfo
- San Donato di Sisteron, eremita
- Sant'Ezequiel Moreno
- San Giovanni Eudes, sacerdote
- San Giulio di Roma, martire
- Sant'Italo, martire
- San Liberato di Cartagine, abate e martire (celebrato anche il 17 agosto)[2]
- San Ludovico di Tolosa, vescovo
- San Magino di Tarragona, martire
- San Magno di Cuneo
- San Magno di Anagni, vescovo
- San Mariano di Évaux, eremita
- Santa Sara, moglie di Abramo (Chiesa ortodossa copta)
- San Sebaldo da Norimberga, eremita
- San Sisto III, papa
- San Timoteo di Gaza, martire
- Beato Agapito León, religioso lasalliano, martire
- Beato Angelo di Acquapagana, eremita camaldolese
- Beato Dámaso Luis, religioso lasalliano, martire
- Beato Damián Gómez Jiménez, sacerdote e martire
- Beata Elvira della Natività della Nostra Signora Torrentallé Paraire e 8 compagne, vergini e martiri
- Beato Felice Gonzalez Bustos, sacerdote e martire
- Beato Francesco Ibanez Ibanez, sacerdote e martire
- Beato Giordano da Pisa (o da Rivalto), domenicano
- Beato Giusto Arevalo Mora, sacerdote e martire
- Beato Guerrico d'Igny, abate
- Beato Josafat Roque, religioso lasalliano, martire
- Beato Julio Alfonso, religioso lasalliano, martire
- Beato Ladislao Luis, religioso lasalliano, martire
- Beato Leone II, abate di Cava
- Beati Ludovico Flores e Pietro de Zuñiga, sacerdoti religiosi, e 13 compagni marinai martiri
- Beato Michele Soriano, mercedario
- Beato Pietro Buitrago Morales, sacerdote e martire
- Beato Tommaso Sitjar Fortiá, gesuita, martire
- Beato Ugo Green, sacerdote e martire

Religione romana antica e moderna:
- Vinalia rustica
- Natale di Probo